# Bergisch Gladbach
Bergisch Gladbach je okresní město v Severním Porýní-Vestfálsku v Německu. Nachází se východně od řeky Rýn, přibližně 10 km od Kolína nad Rýnem. Žije zde přibližně 113 tisíc obyvatel. Sousedí s městy a obcemi Odenthal, Kürten, Overath, Rösrath, Kolín nad Rýnem a Leverkusen.

## Historie
První písemná zmínka jako o městě Gladebag pochází z roku 1271. V roce 1863 dostalo do názvu přídavné jméno Bergisch, aby se tak odlišilo od jiného stejnojmenného města, dnešního Mönchengladbachu. V roce 1975 bylo spojeno se sousedním městem Bensberg, avšak svůj název si i nadále ponechalo.

## Partnerská města
- Bourgoin-Jallieu, Francie, od roku 1956
- Luton, Spojené království, od roku 1956
- Velsen, Nizozemsko, od roku 1956
- Joinville-le-Pont, Francie, od roku 1960
- Runnymede, Spojené království, od roku 1960
- Marijampolė, Litva, od roku 1989
- Limassol, Kypr, od roku 1991
- Pszczyna, Polsko, od roku 1993

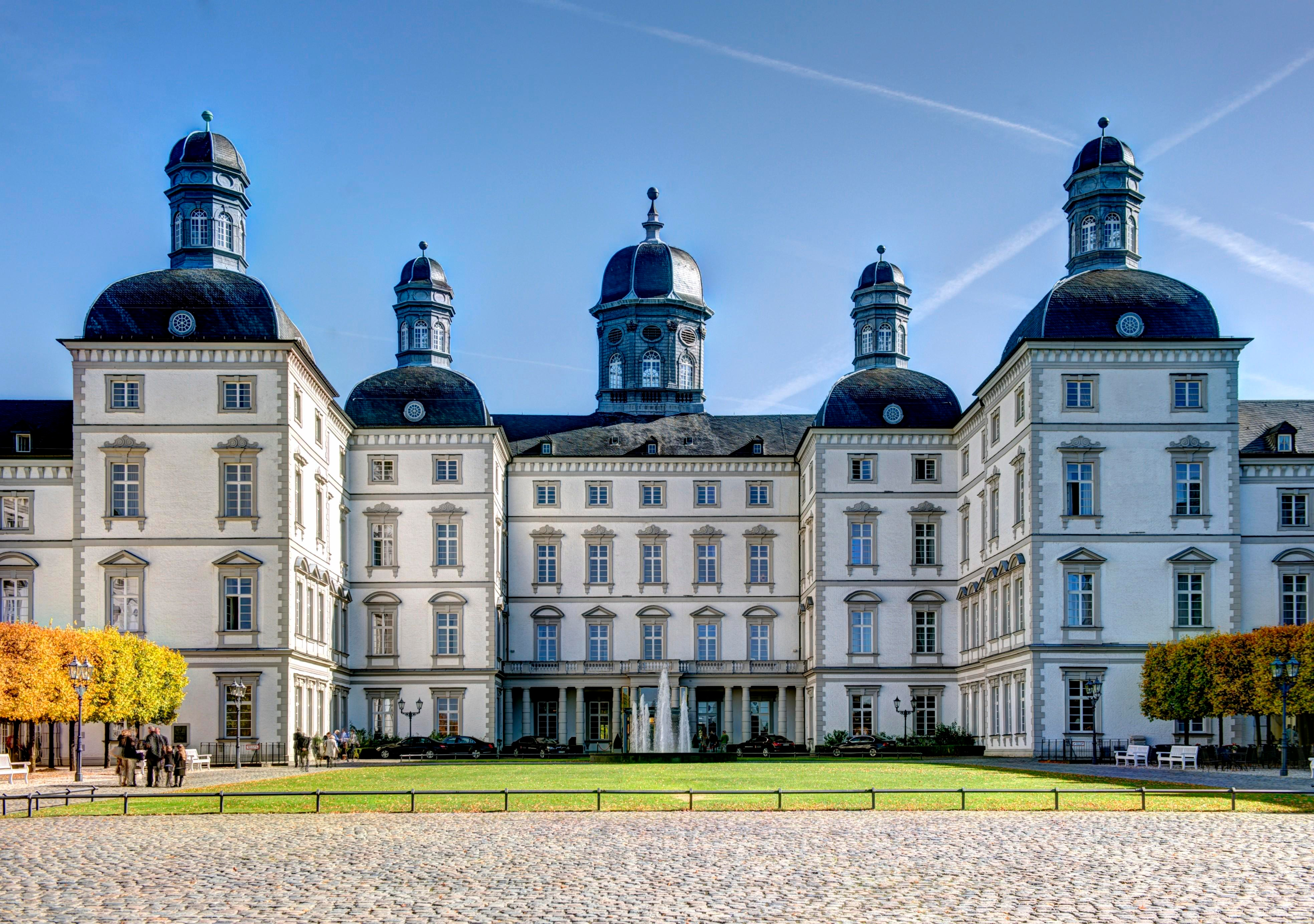
Schloss Bensberg, 2012